# Старый Днепр
Ста́рый Днепр (устар. Речище, укр. Старий Дніпро) — правый рукав Днепра, огибающий остров Хортицу в черте города Запорожье.

## Характеристики
Ширина рукава меняется от 130 м до 800 м, длина — около 13 км. Глубина реки может достигать 25 м, скорость течения в среднем составляет около 0,1 м/с, отвесные скалы возвышаются на 20 и более метров. В Старый Днепр впадают речки Верхняя Хортица, Средняя Хортица и Нижняя Хортица. На Старом Днепре расположены острова Корнетовский и Малая Хортица (о. Байда). По левому берегу Старого Днепра расположен о. Хортица, по правому — Хортицкий и Днепровский районы Запорожья.
Русло правого рукава, называемого «Старый Днепр», было более пригодным для судоходства крупных судов, нежели левый рукав, где находились песчаные косы, перекаты, мелкие каменные острова. Со временем по левому рукаву также образовался судоходный путь, получивший название Новый Днепр.

## Мосты и переправы
В XIX веке напротив колонии Розенталь существовало паромное сообщение с островом Хортица. Позже берега Старого Днепра соединял мост Стрелецкого, который был разрушен во время Второй мировой войны. Малый мост Стрелецкого был спроектирован одноарочным, что объяснялось тем, что русло Старого Днепра оказалось заиленным, и строить посреди него опоры было бы тяжело. Сейчас через Старый Днепр перекинуты одноарочные металлический мост и двухъярусный железобетонный мост Преображенского.

## Геология
По мнению ряда учёных, в конце третичного — начале четвертичного периода (более 2 млн лет тому назад) произошёл прорыв Днепра через кристаллические породы Украинского щита. Формирование рельефа в это время происходило, главным образом, под воздействием речной эрозии и выветривания. Днепр, текущий с северо-запада на юго-восток, устремился по расколу прямо к югу, пробиваясь сквозь нагромождения гранитов. Однако, скальный участок на месте Хортицы, река преодолеть не смогла и обошла его с двух сторон.

## Скалы и балки побережья
Многие мысы, скалы и балки на берегах Старого Днепра имеют своё название и историю.
На Правом берегу против островов Три Столба, чуть ниже нынешнего машинного зала Днепрогэса высилась скала Богатырь. За металлическим мостом находятся скалы Отара. Ещё ниже по течению тянутся скалы Рогозы. Некоторые краеведы различают скалы Нижние и Верхние Рогозы. Другое название Нижних Рогоз — Москали. В прогалине между Нижними и Верхними Рогозами находится балочка Торговая бухта. В районе Вырвы напротив острова Байды находятся Канцеровские скалы. Также называют и северные скалы острова Байды.
Одну из скал Хортицы по берегу Старого Днепра, имеющую характерный гранитный выступ нависающий над водой, называют Верхней Головой. В старину выступ называли Кабаньей Головой. Другое название скалы — Кара. По преданию, запорожские казаки на этом месте казнили преступников, сбрасывая их вниз в Днепр. Рядом с Верхней Головой — скалистый выступ, который в народе называют Чёрной скалой. Тут по преданию (об этом свидетельствует памятный знак) в 972 году погиб князь Святослав. В старину Чёрной скалой называли высокую и отвесную гранитную стену вдоль северного берега острова за балкой Музычиной.
Ниже по течению тянутся скалы Лазни, Копычеватая, Наумова, Гавуновская.
В южной части острова Хортица к Старому Днепру выходит балка Корнейчиха, склоны которой покрыты байрачным лесом. Названа балка, как и противоположная, на восточном берегу острова по имени одного из первых колонистов Корнея Энса. В одном из распадков балки Корнейчихи находится хутор Животноводов.
Рядом находился посёлок Птицеводство. На обоих берегах Старого Днепра вблизи балки Корнейчиха ещё видны остатки железнодорожной ветки, которая проходила здесь с 1944 по 1952 год. Во время боёв за Запорожье мосты Стрелецкого перекинутые через Днепр были разрушены, вместо них были проложены временные деревянные мосты на сваях.
После балки Корнейчиха начинаются озера и плавни. Рядом с правым берегом находится остров Корнетовский.
На правом берегу находится широкая и глубокая балка, на картах именуемая р. Средней Хортицей. Во времена Новицкого воды в ней не было, вода заходила только весной, при разливе Днепра. Название р. Средняя Хортица давно утрачено, население называет её «Бабурской балкой». В этом месте Днепр до строительства Каховской плотины иногда мелел так, что его переходили вброд.

## Галерея

Памятный знак на Хортице. Вероятное место гибели киевского князя Святослава
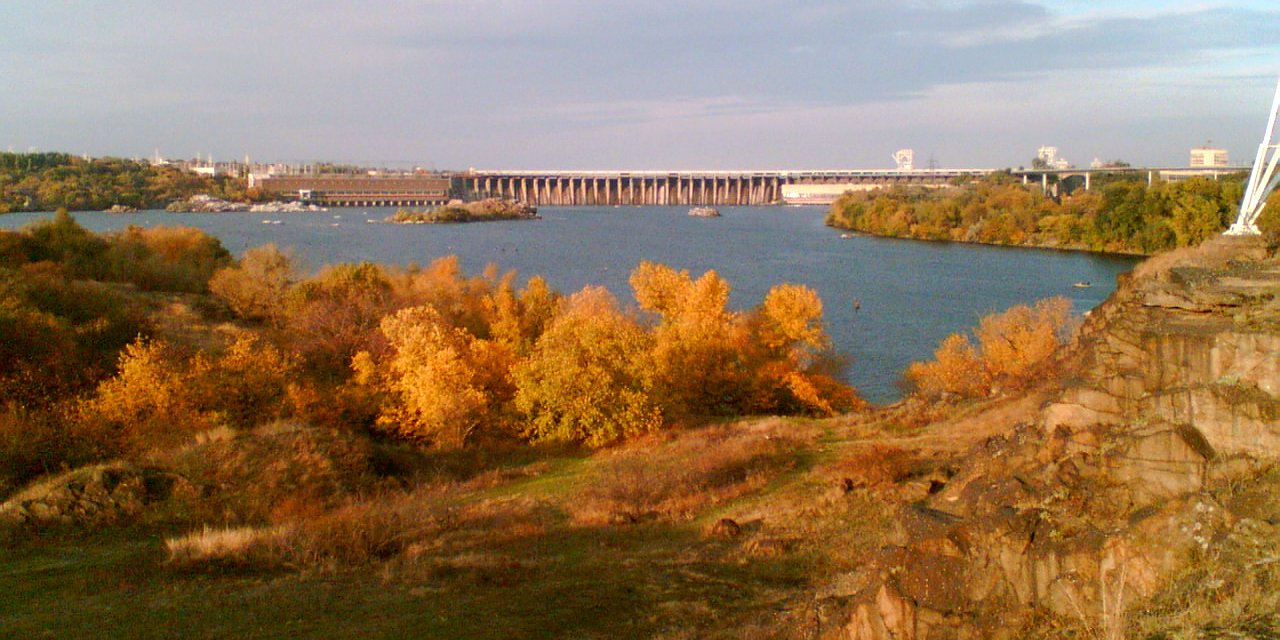
Начало Старого Днепра, вид с правого берега
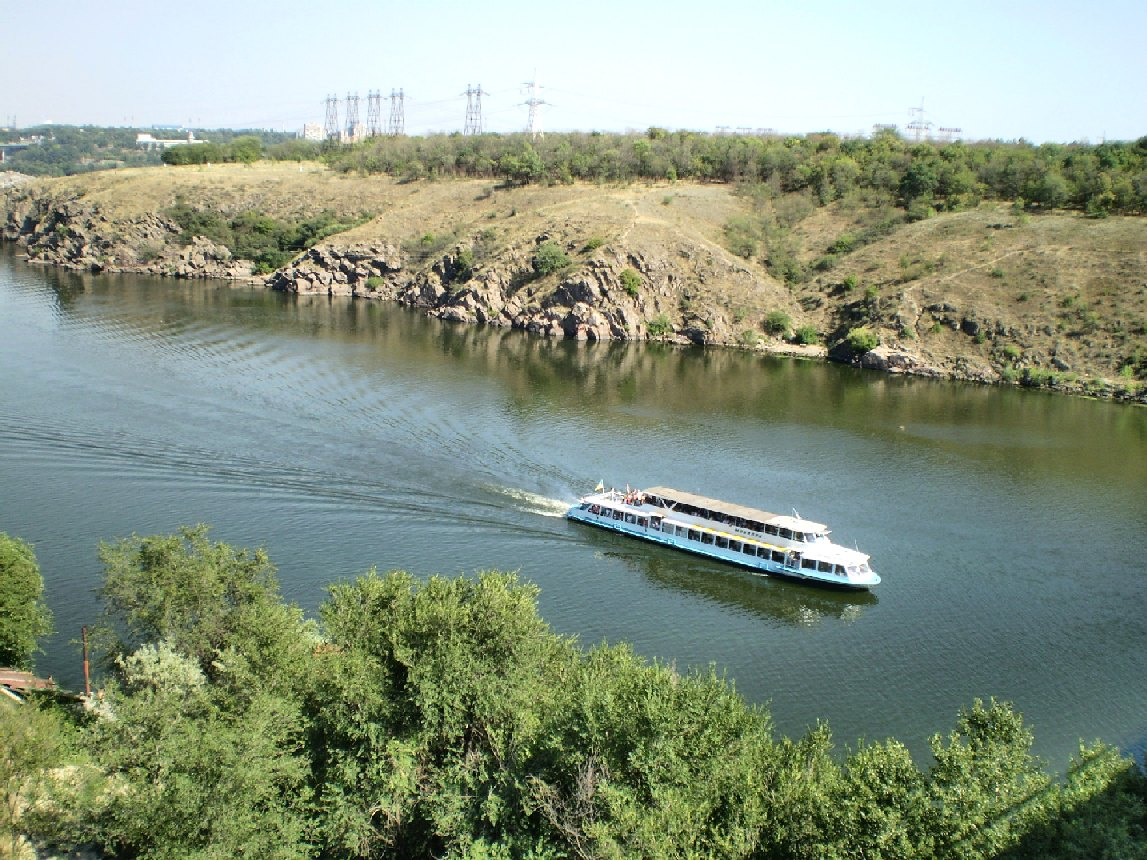
Скалистые берега с северо-запада Хортицы
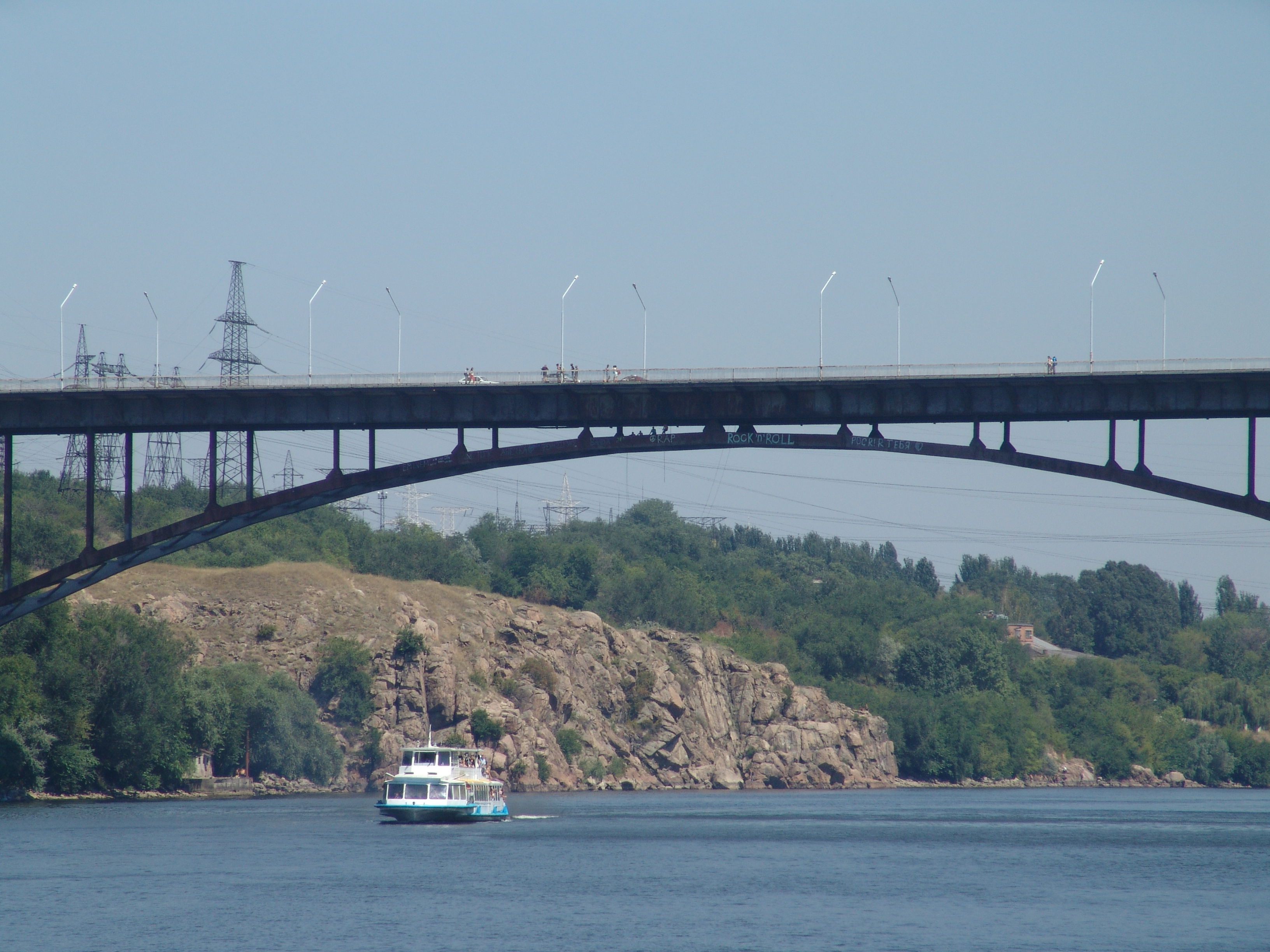
Железный арочный мост. Скалы правого берега.
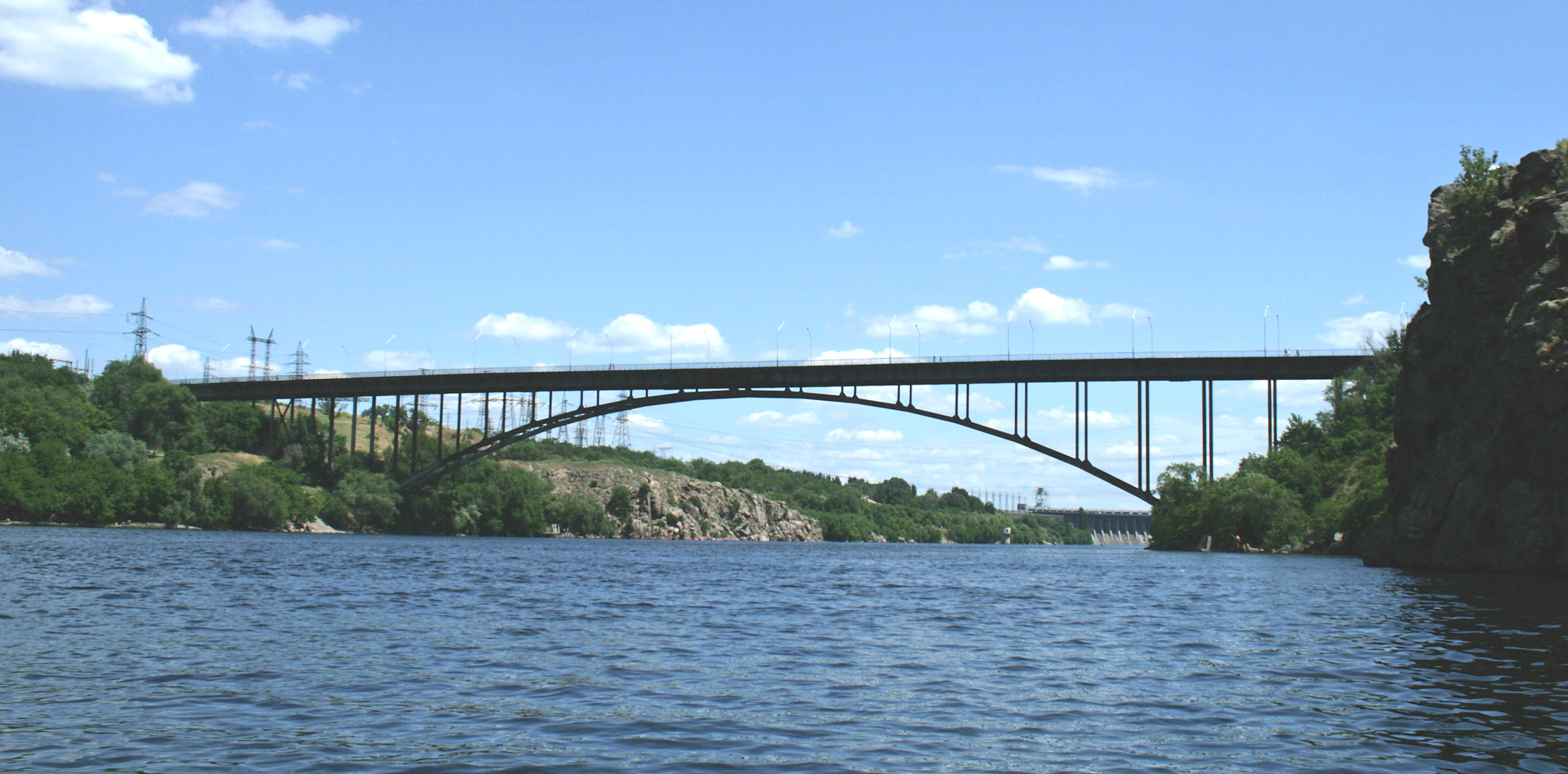
Железный арочный мост
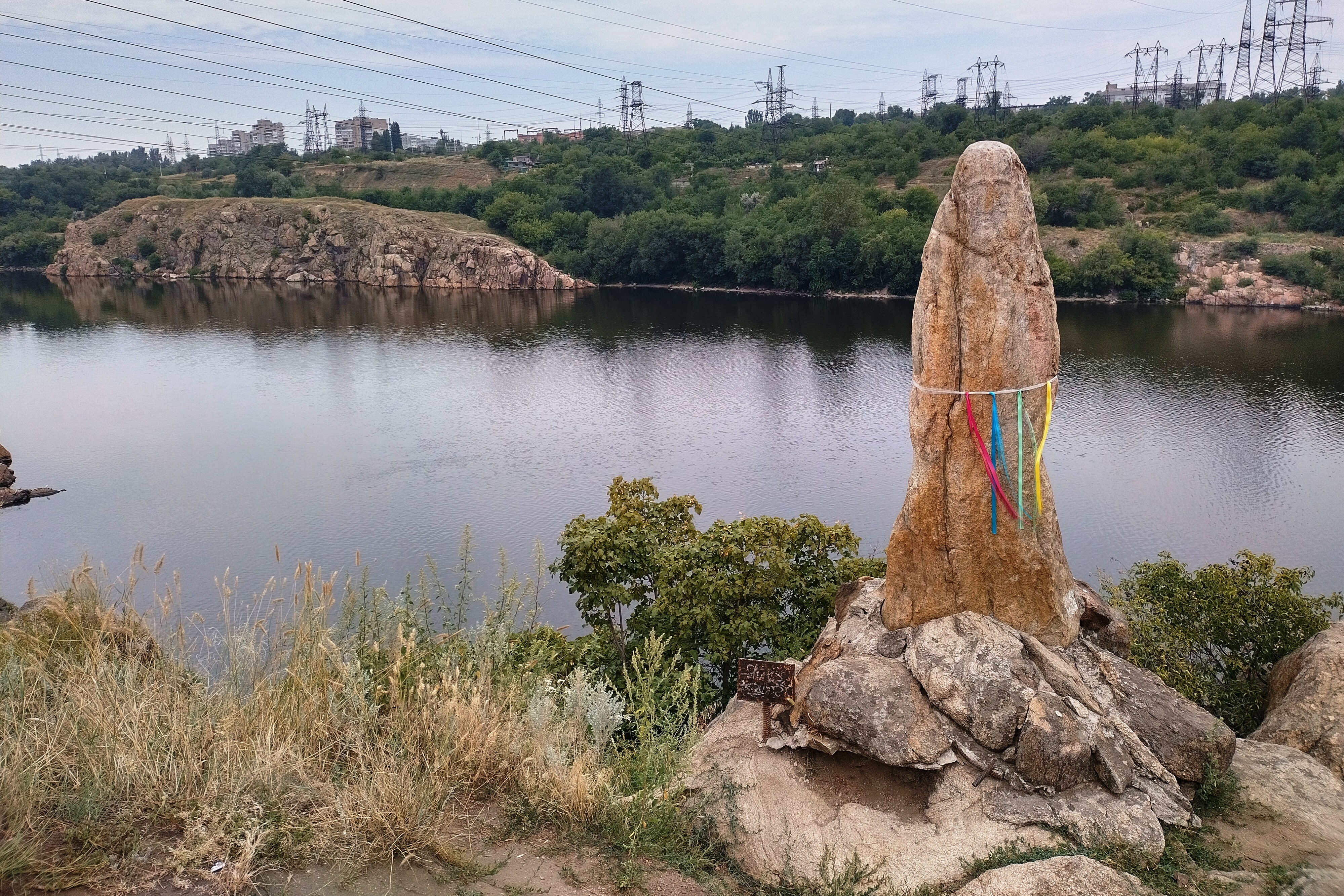
Вид на Старый Днепр с Хортицы